# Esquerda Nacionalista
Esquerda Nacionalista (EN) és un partit polític gallec format en 1992, integrant del BNG, i en el seu Consello Nacional hi tenia 9 membres. Té al voltant de 600 militants (2002). Propugna la independència de Galícia i la reintegració gradual del gallec en el portuguès. Publica el periòdic EN Galiza i promou la Fundación Enclave.
EN va donar suport al «sí» en el referèndum sobre el tractat de la Constitució Europea de 2005. Després de la seva VI Assemblea Nacional, celebrada el 30 de març de 2008 a Santiago de Compostel·la, Xosé Chorén va ser escollit seu secretari nacional i Alberte Xullo Rodríguez Feixoo el seu president. Aquest mateix any va sofrir una escissió que va donar lloc a Espazo Socialista Galego, un nou partit en principi també integrat en el BNG.
El 12 de febrer de 2012 s'anuncià l'abandó d'EN del BNG després de la seva última assemblea; així mateix, va anunciar que deixava les seves sigles en un "estat latent" per col·laborar de ple en el nou projecte polític liderat per Máis Galiza.